# گاللاهاواتا
گاللاهاواتا (به لاتین: Gallahawatta) یک منطقهٔ مسکونی در سری‌لانکا است که در استان مرکزی (سری‌لانکا) واقع شده‌است.